# 南港站 (中国铁路)
南港站，是一座位于海南省海口市的在建铁路客运车站，位于粤海铁路南港码头内，为海南岛封关运作“二线口岸”工程中的普速旅客列车查验项目。该站建成后将成为铁路旅客换乘轮渡的中转节点，通过该站可直达海南环岛高铁沿线各车站，进一步节省出行时间。该站计划仅办理轮渡与环岛高铁的换乘作业，不設鐵路售票業務。

## 规模
车站位于粤海铁路南港码头内，车站为尽头式。新建6090平米高架站房和180米长轮渡旅客连廊一座，站台层设230m×9m岛式站台一座（预留450m）、到发线2条。高架站房内设置旅检大厅、海关查验等设施。
本工程2023年3月開工建設，總投資3.39億元。2025年2月完工。2025年4月24日起，轮渡散客业务由原码头客运站迁移至本站内。过海小汽车、大巴车在南港站连廊下方第一、第三通道入口处进行人车分离，随车旅客及散客在站内候船过海。